# Долльхайзер, Хуго
Хуго Долльхайзер (нем. Hugo Dollheiser, 18 сентября 1927, Дуйсбург, Германия — 7 октября 2017) — немецкий хоккеист (хоккей на траве), нападающий. Бронзовый призёр летних Олимпийских игр 1956 года.

## Биография
Хуго Долльхайзер родился 18 сентября 1927 года в немецком городе Дуйсбург.
Играл в хоккей на траве за «Раффельберг» из Дуйсбурга, в составе которого в 1951 и 1953 годах стал чемпионом ФРГ. В 1955 году перешёл в «Пройссен» из Дуйсбурга. В конце карьеры защищал цвета «Уленхорста» из Мюльхайма-ан-дер-Рур.
В 1952 году вошёл в состав сборной ФРГ по хоккею на траве на Олимпийских играх в Хельсинки, занявшей 5-е место. Играл на позиции нападающего, провёл 4 матча, забил (по имеющимся данным) 3 мяча в ворота сборной Финляндии.
В 1956 году вошёл в состав сборной ОГК по хоккею на траве на Олимпийских играх в Мельбурне и завоевал бронзовую медаль. Играл на позиции нападающего, провёл 5 матчей, забил 2 мяча в ворота сборной Новой Зеландии.
В 1952—1958 годах провёл 36 матчей за сборную ФРГ.
21 января 1957 года за завоевание бронзы на летних Олимпийских играх в Мельбурне удостоен высшей спортивной награды ФРГ — «Серебряного лаврового листа».
Умер 7 октября 2017 года.

## Семья
Младший брат Хуго Долльхайзера Ханс-Юрген Долльхайзер (1928—1995) в 1952 году играл вместе с ним за «Раффельберг», «Пройссен» и сборную ФРГ по хоккею на траве на летних Олимпийских играх в Хельсинки.